# Henricus Tromp
Henricus van Hettinga Tromp, nato Henricus Tromp (Tanjung Pura, 19 marzo 1878 – Etterbeek, 17 aprile 1962), è stato un canottiere olandese.

## Carriera
Tromp, che cambiò ufficialmente cognome in van Hettinga Tromp il 18 aprile 1925, partecipò ai Giochi olimpici di Parigi 1900 con la squadra Minerva Amsterdam nella gara di otto, in cui conquistò la medaglia di bronzo. Dopo le Olimpiadi, si laureò in ingegneria mineraria e lavorò nelle Indie orientali olandesi, suo luogo natale.

## Palmarès
| Anno | Manifestazione  | Sede   | Evento | Risultato |
| ---- | --------------- | ------ | ------ | --------- |
| 1900 | Giochi olimpici | Parigi | Otto   | Bronzo    |